# Dutch Open Computer Chess Championship
Il Dutch Open Computer Chess Championship fu un torneo per motori scacchistici organizzato annualmente dal 1981 al 2011 dalla CSVN, l'associazione olandese di scacchi per computer. In passato una delle principali competizioni per software di scacchi, perse popolarità in occasione della 31ª edizione, che venne disertata dalla maggior parte dei team come reazione a seguito della presa di posizione della CSVN, che si rifiutò di riconoscere la squalifica di Rybka sanzionata della ICGA. La 32ª edizione (2012) fu cancellata a causa della scarsa partecipazione e dal 2013 il torneo venne stato sostituito dal CSVN Programmers Tournament (PT).

## Vincitori
La tabella seguente riporta i vincitori delle varie edizioni.
| Edizione | Anno | Motore      | Autore/i |
| -------- | ---- | ----------- | --- |
| 1        | 1981 | YNCT 1.0    | Luuk de Vries                                                                                               |
| 2        | 1982 | Gambiet 82  | Wim Rens |
| 3        | 1983 | Chess 0.5X  | Wim Elsenaar                                                                                                |
| 4        | 1984 | Chess 0.5X  | Wim Elsenaar                                                                                                |
| 5        | 1985 | Nona        | Frans Morsch                                                                                                |
| 6        | 1986 | Nona        | Frans Morsch                                                                                                |
| 7        | 1987 | REBEL       | Ed Schröder                                                                                                 |
| 8        | 1988 | Quest       | Frans Morsch                                                                                                |
| 9        | 1989 | REBEL       | Ed Schröder                                                                                                 |
| 10       | 1990 | REBEL       | Ed Schröder                                                                                                 |
| 11       | 1991 | The King    | Johan de Koning                                                                                             |
| 12       | 1992 | REBEL       | Ed Schröder                                                                                                 |
| 13       | 1993 | The King    | Johan de Koning                                                                                             |
| 14       | 1994 | Quest       | Frans Morsch                                                                                                |
| 15       | 1995 | The King    | Johan de Koning                                                                                             |
| 16       | 1996 | CilkChess   | MIT team |
| 17       | 1997 | Nimzo       | Christian Donniger                                                                                          |
| 18       | 1998 | The King    | Johan de Koning                                                                                             |
| 19       | 1999 | Quest       | Frans Morsch, Mathias Feist                                                                                 |
| 20       | 2000 | Chess Tiger | Christophe Théron, Jeroen Noomen                                                                            |
| 21       | 2001 | Chess Tiger | Christophe Théron, Jeroen Noomen                                                                            |
| 22       | 2002 | Chess Tiger | Christophe Théron, Jeroen Noomen                                                                            |
| 23       | 2003 | Ruffian     | Perola Valfridsson, Martin Blume, Djordje Vidanovic                                                         |
| 24       | 2004 | Diep        | Vincent Diepeveen                                                                                           |
| 25       | 2005 | Zappa       | Anthony Cozzie, Erdogan Günes                                                                               |
| 26       | 2006 | Rybka       | Vasik Rajlich, Jeroen Noomen                                                                                |
| 27       | 2007 | Rybka       | Vasik Rajlich, Jeroen Noomen                                                                                |
| 28       | 2008 | Rybka       | Vasik Rajlich, Jeroen Noomen                                                                                |
| 29       | 2009 | Rybka       | Vasik Rajlich, Lukas Cimiotti (hardware), Jiří Dufek (libro d'apertura), Hans van der Zijden (operatore)    |
| 30       | 2010 | Rybka       | Vasik Rajlich, Lukas Cimiotti (hardware), Jiří Dufek (libro d'apertura), Hans van der Zijden (operatore)[3] |
| 31       | 2011 | Pandix      | Gyula Horváth                                                                                               |